# Distretto di Zombo
Il distretto di Zombo è un distretto dell'Uganda, situato nella Regione settentrionale.